# Însurăței, Gorj
Însurăței este o localitate componentă a municipiului Motru din județul Gorj, Oltenia, România. Satul este situat de-alungul râului Motru și se învecinează cu satele Leurda și Horăști care începând cu data de 1 septembrie 1968 împreuna cu satele Dealul Pomilor, Râpa,Lupoița și localitatea Ploștina au intrat în componența orașului Motru, odata cu deschiderea zonei miniere.
 Acest articol despre o localitate din județul Gorj este deocamdată un ciot. Puteți ajuta Wikipedia prin completarea lui.